# 4chan
O 4chan é uma página de internet do tipo imageboard (em inglês); um fórum de discussão criado em 2003 por Christopher Poole, onde os usuários publicam imagens anonimamente, dividido em subfóruns com cada um tendo suas diretrizes e conteúdo específico. O cadastro não é disponível (exceto para os administradores).
O site foi então vinculado as subculturas na Internet, mais notavelmente o Anonymous, a direita alternativa e o Chanology.

## História
O 4chan foi lançado em 1 de outubro de 2003, pelo futuro palestrante e assessor em fundo de investimentos Christopher "moot" Poole aos então 15 anos de idade, criado baseando-se em imageboards japoneses, especificamente o 2chan. Os primeiros sub-fóruns do 4chan eram originalmente usados para a postagem de imagens e discussões sobre mangás e animes. O site rapidamente se tornou popular e foi expandido, e agora possui sub-fóruns dedicados a uma grande variedade de tópicos de assuntos, desde anime e mangá até jogos eletrônicos, música, literatura, política e esportes.
Diferentemente das redes sociais como Facebook ou Twitter, o 4chan permite e encoraja a interação anônima entre seus usuários, os chamados Anonymous (ou Anons, como são conhecidos dentro do fórum). É o maior fórum do mundo, com doze milhões de visitantes por mês. Poole é, segundo a revista Los Angeles Times, uma das pessoas mais influentes do mundo.[carece de fontes?]
O site foi vinculado a subculturas e ativismo da Internet, mais notavelmente o Anonymous, a direita alternativa e o Projeto Chanology. Os usuários do 4chan também foram responsáveis pela formação e popularização dos memes da Internet. O sub-fórum do site "Random", também conhecido como "/b/", foi o primeiro a ser criado, e é o que recebe mais acesso. Como o nome sugere, o sub-fórum "Random" tem regras mínimas sobre o conteúdo publicado. Anonymous, uma comunidade e cultura do site, muitas vezes provocou a atenção da mídia. Para os planejadores de mídias, isso é "prova de que a criatividade está em todo lugar e que novas mídias estão menos acessíveis" ás agências de publicidade.

## Controvérsias

### Conexões com o Anonymous e o Projeto Chanology
4chan já foi rotulado como o ponto inicial do meme Anonymous pelo jornal Baltimore City Paper, devido às normas de postagem assinadas pelo apelido "Anonymous". David George-Cosh, do National Post, disse que já foi "bem relatado" que o Anonymous é associado com o 4chan e 711chan, assim como vários canais IRC.
Através de suas associações com o Anonymous, o 4chan se associou com o Projeto Chanology, um protesto mundial contra a Igreja da Cientologia, realizado pelos membros do Anonymous. Em 15 de Janeiro de 2008, um usuário do 4chan postou no /b/, sugerindo que os participantes "fizessem algo grande" contra o website da Igreja da Cientologia. Essa mensagem resultou na Igreja recebendo ameaças por telefone, no que se tornou, rapidamente, um gigantesco protesto mundial. Diferentemente de ataques prévios do Anonymous, essa ação foi caracterizada por memes do 4chan, incluindo rickrollings e máscaras do Guy Fawkes. O ataque gerou críticas de alguns usuários do 4chan que acharam que isso atrairia atenção indesejada.

### A menina da Bósnia
Na Bósnia e Herzegovina, em 2010, uma garota jogou vários filhotes de cachorro em um rio. As imagens foram publicadas em diversos jornais do mundo, enfurecendo os usuários do 4chan e levando-os a criar um tópico sobre o caso. Encontraram a garota antes mesmo da polícia, que a multou em, aproximadamente, R$11 000,00.

### Celebridades
O cantor canadense Justin Bieber também foi vítima dos anons. Em uma votação pública em seu twitter sobre qual deveria ser o próximo destino do cantor, os usuários do 4chan tornaram a Coreia do Norte vencedora. O representante de Bieber se pronunciou, dizendo que a enquete não tinha seu consentimento e que não se apresentaria na Coreia do Norte. Então, os usuários do 4chan espalharam boatos que Justin odiava a Coreia.

### Ameaças
Já apareceram, em 12 anos de sua existência, várias ameaças no 4chan. Entre setembro e outubro de 2006, um usuário anônimo postou ameaças de bomba contra 7 estádios em 7 diferentes cidades norte-americanas. O FBI investigou as postagens e rastreou o usuário. Em 22 de outubro, Jake J. Brahm foi preso por fazer falsas ameaças. Estima-se que Brahm havia postado essa mesma ameaça 40 vezes no site. Em 2008, Jake foi sentenciado a 6 meses de prisão.

### Disseminação de notícias falsas
Em entrevista à Deutsche Welle, Aaron Hyzen, da Universidade da Antuérpia, que estudou Alex Jones, declarou que o 4chan ganha dinheiro disseminando notícias falsas: "sempre há alguém ganhando dinheiro com teorias conspiratórias. No caso de plataformas como 4Chan / 8Chan / 8Kun, eles usam sua alegada defesa da liberdade de expressão para permitir que conspirações selvagens prosperem em suas plataformas, pois isso cria tráfego para anúncios da editora do proprietário da plataforma".

## Memes
Muitos memes já surgiram do 4chan, dentre eles Lolcats, Rickrolling, Chocolate Rain, Boxxy, Pedobear, entre outros.[carece de fontes?]